# Ausbausprache, Abstandsprache i Dachsprache
El concepte de  llengua ausbau, llengua abstand i llengua dach també conegut com a Ausbausprache - Abstandsprache - Dachsprache, el desenvoluparen els sociolingüistes per analitzar i categoritzar l'estatus de les varietats lingüístiques i per diferenciar els conceptes entre llengua i dialecte, principalment. El terme l'encunyà Heinz Kloss l'any 1952 per formar la idea que hi ha dos conjunts de criteris i arguments separats i àmpliament independents per a anomenar una varietat llengua diferenciada de dialecte: l'un basat en les seves funcions socials, i l'altre basat en les propietats estructurals objectives.

## Terminologia
Ausbausprache es podria traduir literalment com a 'llengua expandida', encara que Heinz Kloss el descriu com a "llengua per desenvolupament", Abstandsprache com a 'llengua distant' i Dachsprache com a 'llengua paraigua' (literalment: 'llengua teulada'). En català, s'utilitza llengua ausbau i llengua abstand.

## Llengua ausbau
Una varietat lingüística s'anomenaria llengua ausbau si s'usa autònomament respecte a altres llengües relacionades. Això significa que té la seva pròpia forma estàndard independent dels llenguatges estàndards veïns. És a dir, sovint s'ensenya a les escoles, gaudeix d'una gramàtica i una ortografia estandarditzada i s'usa com a llenguatge escrit en una àmplia varietat de funcions que inclouen, molt sovint, la de llengua nacional oficial. Al contrari, les varietats no ausbau són aquelles que només es parlen i s'utilitzen en contexts privats.
En un pla purament lingüístic, hi ha dos tipus de llengües ausbau:
- Els dialectes d'una llengua abstand, estandarditzats en llengua literària, fins i tot a vegades amb un alfabet diferent. Els sociolingüistes consideren, en aquest cas, que hi ha dues llengües, encara que hi hagi comprensió mútua entre els seus parlants. Aquest fenomen, el trobem per exemple entre el danès i el noruec bokmål, entre el neerlandès i l'afrikaans, entre el luxemburguès i l'alemany, entre el català i l'occità, entre el txec i l'eslovac, entre el búlgar i el macedònic, entre el dari afganès i el persa iranià, entre el tailandès i el laosià.

- Les denominacions purament polítiques d'una mateixa llengua ausbau sense gran diferència dialectal, amb alfabet diferent o sense. Aquest fenomen, el trobem entre totes les varietats de la llengua tradicionalment anomenada serbocroata, és a dir, el serbi, el montenegrí, el croat i el bosnià; entre rutè i l'ucraïnès; entre el romanès i el moldau; entre el malai i l'indonesi. En aquests casos, es parla de llengua política.

El concepte ausbau és pròxim al de llengua polinòmica, expressió que designa un conjunt de varietats lingüístiques que divergeixen quant als seus trets (fonètics, sintàctics, etc.) però que són considerades pels seus parlants com constituents d'un conjunt coherent (cas del cors, considerat com una llengua única pels seus parlants a pesar de les seves grans divergències dialectals).

## Llengua abstand
Una varietat s'anomena llengua abstand amb relació a una altra llengua si ambdues són tan diferents l'una respecte de l'altra que l'una no pot ser considerada dialecte de l'altra. Aquest criteri es refereix a les propietats estructurals objectives del sistema del llenguatge. Aquest marc no especifica exactament com s'ha de mesurar la distància objectivament. Un criteri sovint utilitzat, tot i que rebatible és la mútua intel·ligibilitat. Un típic exemple d'una llengua abstant és l'èuscar respecte del castellà. De fet, l'èuscar és una llengua amb un grau abstand força elevat en referència a la resta de llengües del planeta, car no se li reconeixen relacions estretes amb cap altra. Altres exemples: hi ha un gran grau d'abstand entre l'àrab i l'egipci col·loquial i entre el xinès mandarí i el xinès cantonès, així com amb el shanghainès.

## Interrelació entre la llengua ausbau i l'abstand
Una llengua pot ser una llengua abstand sense ser una  llengua ausbau. Això passa sovint amb llengües minoritàries usades en grans nacions estats, on la llengua minoritària s'usa només en privat i totes les funcions oficials es realitzen en la llengua majoritària; seria el cas anteriorment mencionat del l'èuscar a França. Per altra banda, una llengua pot ser ausbau fins i tot quan presenta relativament poc abstand dels seus veïns. Un exemple en són les llengües escandinaves danès, suec i noruec, que són mútuament intel·ligibles a un gran nivell; això no obstant, constitueixen tres llengües separades en criteri ausbau. El concepte d'ausbau és particularment important en casos en què la varietat local parlada a través d'una àmplia regió forma un continu dialectal. En aquests casos, la qüestió d'on acaba una llengua i on comença l'altra és més una qüestió d'ausbau que d'abstand. Per exemple, els dialectes baix alemanys del neerlandès i l'alemany als dos costats de la frontera germanoneerlandesa són similars, amb les dues llengües convergint d'alguna manera; això no obstant, en el nivell de llengua estàndard ausbau, l'alemany i el neerlandès constitueixen clarament dues llengües separades. En alguns casos, les llengües ausbau s'han creat mitjançant dialectes per tal de construir nacionalitats. Casos com el luxemburguès en relació amb l'alemany, o el macedoni en relació amb el búlgar. Altres exemples de llengües ausbaus són el persa de l'Iran i Afganistan (dari); serbi i croata; neerlandès i afrikaans; malai i indonesi i, fins a cert punt, l'hindi i l'urdú, tàmil i malaiàlam.

## Llengua dach
La llengua dach o Dachsprache significa una forma de llenguatge que serveix com a llengua estàndard per a diferents dialectes, principalment en un continu dialectal, fins i tot quan aquests dialectes són tan diferents que no és possible la mútua intel·ligibilitat a nivell de basilecte entre tots els dialectes; particularment, entre els quals es troben separats per una distància geogràfica significativa. El 1982, Heinrich Schmid va desenvolupar el "Rumantsch Grischun" com a llengua dach per a un nombre bastant diferent de formes de llengües romanxes que es parlaven en algunes parts de Suïssa. De la mateixa manera, l'euskara batua (èuscar estàndard) i el quítxua literari estàndard es van desenvolupar com llengua estàndard per al continu dialectal que històricament s'havia pensat que formaven la llengua amb molts dialectes i cap d'oficial. L'alemany estàndard i l'italià estàndard funcionen fins a un cert punt de manera semblant. Potser la llengua dach més àmpliament usada és l'àrab estàndard modern, que uneix els parlants de moltes varietats dialectals diferents i sovint mútuament inintel·ligibles.
Kloss també utilitzà el terme llengua abstand pseudodialectalitzada per als casos en què una varietat és tan diferent de la seva llengua dach que hauria de considerar-se com una llengua separada en termes d'abstand, però, no obstant això, es tracta més com a dialecte en la pràctica social habitual. Com a exemple, s'inclou el baix alemany respecte de l'alt alemany, el sard respecte a l'Italià, els patois respecte al francès, el gueg respecte a l'albanès, el xinès mandarí i el xinès cantonès o el maithili respecte de l'hindi.

## Canvi de rols durant la història
Hi ha diversos casos de llengües, i parelles de llengües, que han patit canvis de rols en la història. El baix alemany, per exemple, fou llengua ausbau i dach d'uns milers de dialectes locals als Països Baixos, a Alemanya (al nord, al centre i a la part oriental que avui és el nord de Polònia) i a la riba est de la mar Bàltica (part dels estats bàltics i Prússia Oriental, actualment Rússia). Amb la fi de la lliga Hanseàtica, el baix alemany perdé en gran manera el seu estatus com a llengua oficial. Aproximadament al mateix temps, el neerlandès començà a reemplaçar el baix alemany com a llengua dach dels dialectes baix alemanys dels Països Baixos que avui formen el grup Nedersaksisch o baix saxó neerlandès, i la majoria dels dialectes de l'alemany central passaren sota el paraigua de l'alt alemany, aleshores en plena evolució. Només algunes parts del nord d'Alemanya conservaren el baix alemany, mentre pràcticament desaparegué de la vora oriental del mar Bàltic. Avui en dia, els dialectes supervivents del baix alemany ha quedat sota el paraigües de l'alemany estàndard (llengua dach).
A causa de la distància geogràfica entre elles, les varietats del baix alemany que no han desaparegut sovint s'han convertit en llengües abstand les unes respecte de les altres, especialment en els parells sota el paraigua neerlandès-alemany allunyats de la frontera. Això ha succeït a pesar dels notables corrents migratoris en ambdós sentits entre l'àrea occidental (neerlandesa) i l'oriental (prussiana, actualment principalment polonesa i russa) de distribució de les llengües del baix alemany, migracions motivades tant per intolerància religiosa com per raons laborals.
Pel que fa als dialectes occidentals de l'alemany central, a la zona de contacte entre l'alemany el neerlandès, en molt indrets es parla el mateix dialecte a ambdues bandes de les fronteres estatals, però amb una llengua dach diferent segons la banda de la frontera on es troba. Amb el cessament del domini de l'ús del baix alemany en el comerç i els negocis, la divergència social del desenvolupament de la llengua, i la influència dels governs centrals, menen cap a la diglòssia. El modern kölsch com a llengua parlada ha desenvolupat una escriptura independent després del canvi en la nova gramàtica de l'alt alemany. Encara que hom s'hi refereix majoritàriament com a dialectes, les llengües occidentals de l'alemany central com el kölsch, l'alemany del Palatinat, o el luxemburguès són força distants lingüísticament de l'alemany estàndard però, amb la recent excepció del luxemburguès, no són llengües ausbau.